# Frank Lloyd Wright
Pour les articles homonymes, voir Frank Wright (homonymie) et Wright.
Frank Lloyd Wright, né le 8 juin 1867 à Richland Center dans le Wisconsin et mort le 9 avril 1959 à Phoenix en Arizona, est un architecte et concepteur américain.
Il est l'auteur de plus de quatre cents projets réalisés, musées, stations-service, tours d’habitation, hôtels, églises, ateliers, mais principalement des maisons qui ont fait sa renommée. Il est notamment le principal protagoniste du style Prairie et le concepteur des maisons usoniennes, petites habitations en harmonie avec l’environnement où elles sont construites. En 1991, il a été reconnu par l'Institut des architectes américains comme le plus grand architecte américain de l’histoire.

## Premières années
Frank Lloyd Wright, est né en 1867 dans la petite ville de Richland Center au Wisconsin. Après le divorce de ses parents — William Carey Wright (1825-1904) et Anna Lloyd Jones (1839-1923) — en 1885, il change le nom Lincoln pour Lloyd, en l’honneur de sa mère, dont il devient le soutien financier, ainsi que de ses deux sœurs.
En 1887, Wright s'installe à Chicago, en quête d’un emploi. La ville se remettait alors de l’incendie dévastateur de 1871 et devait composer avec un accroissement galopant de sa population. Wright finit par se dénicher un emploi de dessinateur technique dans l'agence de l’architecte Joseph Lyman Silsbee. Plusieurs dessinateurs et architectes travaillent déjà pour Silsbee, dont Cecil Corwin, George W. Maher et George Grant Elmslie. Wright se lie d'amitié avec Corwin, qui l'héberge durant un temps.
Attiré par une architecture plus moderne que celle que pratiquait Silsbee, il se joint bientôt au cabinet des architectes Adler et Sullivan, représentant l'école de Chicago. Sullivan prend le jeune apprenti sous son aile. En dépit des divergences entre eux, Wright demeurera toujours reconnaissant et attaché à celui qui lui enseigne les rudiments du métier.

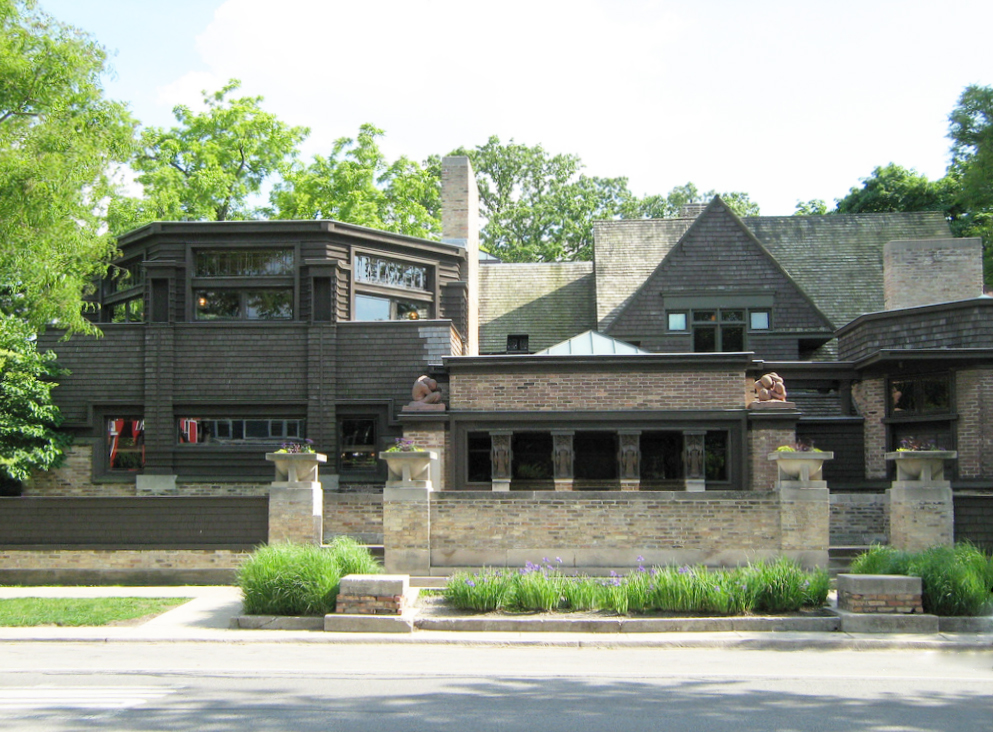
Maison et studio Frank Lloyd Wright (1898) à Oak Park, près de Chicago.

En 1889, Wright épouse Catherine Lee Tobin (1871-1959), dont il aura six enfants. Louis Sullivan l’aide et lui consent un prêt de 5 000 $. Avec l'argent, Wright achète un terrain à Oak Park, en banlieue de Chicago. C’est là, à l’intersection des avenues Forest et Chicago, qu'il construit sa première maison (Frank Lloyd Wright Home and Studio) dont le style, avec un grand puits central apportant vie et lumière à l'habitation, annonce ses futures réalisations.
Wright demeure employé de l'agence Adler et Sullivan durant six ans et collabore principalement à des projets de maisons individuelles. C'est là qu'il acquiert l'essentiel de sa formation et une partie de son inspiration dans ce domaine. Mais une séparation brutale se produit bientôt, car Wright conçoit aussi des maisons pour son propre compte sur son temps libre, afin de combler ses besoins financiers. Il contrevient ainsi aux clauses de son contrat qui lui interdisent tout projet en dehors de l'agence. Frank Lloyd Wright démissionne.

## Un fondateur de l'architecture moderne
En 1893, Wright découvre l'architecture japonaise à l'exposition universelle de Chicago. C'est le palais Katsura, reconstitution d'un temple shinto, qui l'impressionne le plus et qui influencera durablement son style. Wright fera par la suite quelques voyages au Japon où il obtiendra même des commandes, dont l'Hôtel impérial à Tokyo, construit en 1923.
Wright s'installe à son compte, toujours à Chicago, après son départ de l'agence de Sullivan. Il fait alors la rencontre de jeunes architectes, dont Dwight H. Perkins, qui donneront bientôt naissance au style Prairie : constructions basses, élimination des cloisons inutiles, aires ouvertes, pivot central avec une cheminée massive maçonnée — surmontée d’un manteau large et bas, et autour de laquelle s'organise la vie de famille —, forte horizontalité (à l'image des vastes étendues des prairies), larges toitures basses qui se prolongent au-delà des murs, bandeaux de fenêtres, souvent agrémentées de vitraux. Ce style, dont l'œuvre de Frank Lloyd Wright est le meilleur exemple, introduit notamment le principe de zone ouverte, abondamment éclairée par des rangées de fenêtres, lien entre l'intérieur et l'environnement extérieur qui témoigne de l'influence de l'architecture japonaise. Ces principes étaient alors très novateurs en Occident.
Frank Lloyd Wright signe bientôt une première commande indépendante : ce sera la maison Winslow, où il met déjà en application des principes du style Prairie. Durant les années 1890, il expérimente de nouveaux matériaux et de nouvelles formes, notamment dans sa propre maison à Oak Park, comme la brique et l'horizontalité des volumes. Les bâtiments qu'il dessine n'offrent toutefois pas toujours de style très personnel, Wright devant se plier aux exigences de sa clientèle afin d'établir sa pratique. Il conçoit donc des maisons dans les styles prisés de l'époque (Tudor, revêtements de bardeaux, tourelles, fenêtres en mansarde).
En 1894, il rencontre l'architecte Daniel Burnham (1846-1912) qui avait été impressionné par la maison Winslow. Wright refuse sa proposition d'aller étudier l'architecture classique pendant quatre ans à l'école des beaux-arts de Paris — prestigieuse école d'architecture de l'époque —, puis deux années à Rome : « J'aime mieux être libre et rater mon coup, et être sot, que d'être lié à quelques succès de routine. Je n'y vois pas de liberté… voilà tout. » Frank Llyod Wright préfère poursuivre sa propre voie vers la modernité, au sein de l'école de Chicago.
Par la suite, en 1898, il ouvre sa propre agence à Oak Park afin de se rapprocher de sa famille. Il en profite pour modifier sa maison et ajouter de nouvelles chambres pour ses nombreux enfants. Il construit également un atelier de deux étages où il expérimente une structure octogonale et un balcon suspendu. Sur sa cheminée, il fait graver cette inscription : Truth is life. Good friend, around these hearth-stones speak no evil word of any creature (La vérité est la vie. Bon ami, autour des pierres de ce foyer, ne médis d'aucune créature).

### LesPrairie Houses
Frank Lloyd Wright perçoit les pièces d'un bâtiment comme des organes autonomes qui constituent un corps cohérent. Il pousse l'analogie avec le monde vivant jusqu'à prétendre que la construction doit représenter la croissance d'un être vivant. Cela explique l'aversion de Frank Lloyd Wright pour les grandes villes, notamment Chicago. Cette détestation le poussa à ne construire que de très rares (mais notables) bâtiments dans de grandes agglomérations. Il s'intéressera davantage à des projets de maisons individuelles, construites en harmonie avec le site.

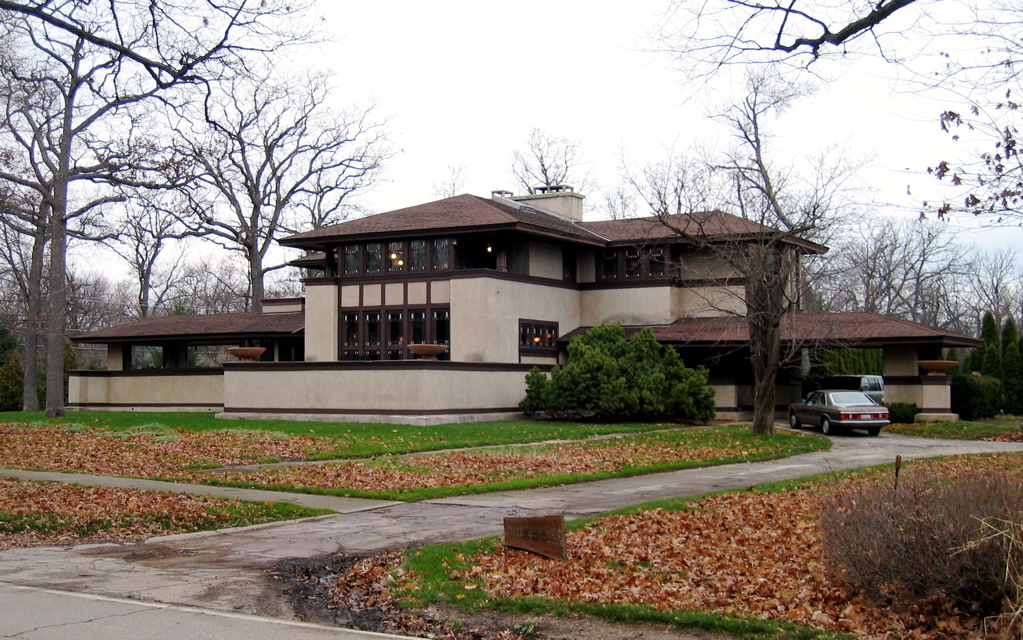
La Maison Willits, 1901, à Highland Park, près de Chicago.

À partir de 1897, son style se révèle, avec les « maisons de la prairie » (Prairie Houses) dont sa maison d'Oak Park est un précurseur ; ce sont des pavillons d’un seul tenant ou en plusieurs parties reliées entre elles, dont l'architecte soigne particulièrement l'intégration au paysage par le biais de l'horizontalité. Il essaie également de tenir compte des contraintes que le climat continental de la région impose, multipliant les différences de hauteur des plafonds de manière à éclairer et à ventiler les pièces. Il introduit également un enchaînement plus fluide et plus ouvert des pièces, en opposition à la structure rigide de l'architecture victorienne, tout en respectant la fonction de chacune d'elles. Ces innovations passent par l'utilisation d'une combinaison de matériaux traditionnels (la pierre pour les façades et les sols) et novateurs pour l'époque : béton, acier qui servent de support à des claires-voies, des toits débordants, des terrasses en encorbellement ou de grandes baies. Le mobilier et l'éclairage électrique sont souvent intégrés au bâtiment. Les luminaires sont camouflés par des grilles dont les jeux d'ombre rappellent ceux du soleil à travers les arbres. Il en va de même des vitraux, typiques de l'Art déco, qui tamisent et colorent la lumière sans l'obscurcir. En 1901 il conçoit la Maison Willits à Highland Park (Chicago), l'une des premières Maisons de la Prairie.
Frank Lloyd Wright se situe alors en rupture avec l'architecture classique européenne. Il s'intéresse à définir un style qu'il qualifie d'organique, inspiré pour une part de son maître Sullivan, et qu'il estime pouvoir devenir un fondement neuf de la culture américaine. Dans cet idéal qui ne recherche pas spécialement à imiter la nature, mais qui s'en inspire, la forme des parties de la maison doit découler de leurs fonctions, tandis que forme et fonction ne doivent faire qu'un.

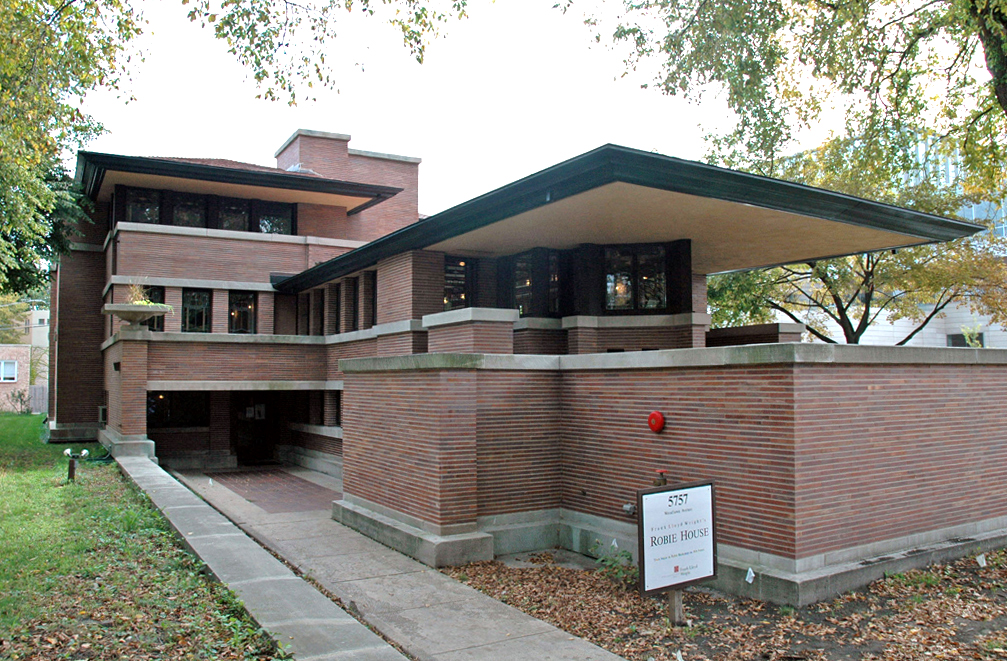
La Robie House construite entre 1906-1909, à Chicago.

En 1904, Frank Lloyd Wright dessine le Larkin Building à Buffalo qu'il organise autour d'un grand puits central éclairé par le haut et sur lequel donnent les pièces de chaque étage. L'immeuble s'ouvre donc vers l'intérieur et ménage une grande salle commune en son cœur. En utilisant la pierre et la brique, en découpant des plans horizontaux, Wright refuse la standardisation des immeubles.
La même année, il offre ses services à la congrégation religieuse unitarienne d'Oak Park, dont l'église vient d’être détruite par un incendie. Wright travaille sur le projet de 1905 à 1908. Le bâtiment, construit en béton armé, est considéré comme une de ses œuvres maîtresses et influencera notablement le milieu de l'architecture moderniste.
D'autres réalisations marquantes de Wright à cette époque sont la Robie House à Chicago et la Coonley House (en) à Riverside dans l'Illinois. La maison de Frederick Robie, avec ses toitures à larges pans inclinés en porte-à-faux et l'organisation originale de l'espace intérieur, marque une rupture avec les maisons de style victorien encore courantes à l'époque. La salle à dîner et le salon forment pratiquement une seule longue pièce en continu, démarqués seulement par le foyer central, aménagé un peu en contrebas du plancher. Trois garages préfigurent déjà l'envahissement de l'automobile ! La maison est surélevée, procurant vue, lumière et intimité aux occupants, tout en conférant une impression de grandeur et de majesté à la demeure. Une maquette de la maison fut placée à l'entrée de l’exposition rétrospective qui fut consacrée à Frank Lloyd Wright en 1941 au Musée d'art moderne de New York.

### Les années difficiles
En 1909, Frank Llyod Wright vit une période trouble et a le sentiment d'être parvenu à ses limites. Lassé de sa vie conjugale, en proie à des questionnements sur sa pratique, il part s'installer en Europe. Il abandonne au passage sa première femme et ses enfants, tout en emmenant la femme de l'un de ses clients, Mamah Borthwick Cheney, dont il était tombé amoureux. De ce fait, il provoque un scandale qui faillit ruiner sa carrière, sans compter son train de vie fastueux qui lui vaut d'être perpétuellement endetté et assailli par ses créanciers.
En Europe, il visite l'Italie. Il fréquente et influence les architectes d'avant-garde en Autriche, en Allemagne et aux Pays-Bas, dont Walter Gropius et Mies van der Rohe (qui ont fondé le Bauhaus). Il publie également une monographie, en 1910, grâce à Ernst Wasmuth qui fera connaître son œuvre. Ce recueil, connu sous le nom de Wasmuth portfolio et publié en deux volumes, contient plus de cent lithographies de ses projets. La même année, il expose certaines de ses œuvres à Berlin.
En 1911, il retourne aux États-Unis et s'installe dans le Wisconsin, où il fonde la communauté unitarienne de Spring Green. Il y construit une série de bâtiments à la fois communautaires, domestiques et agricoles sur un terrain offert par sa mère, et baptise l'ensemble Studio Taliesin, du nom du poète Taliesin dans la mythologie celtique. C'est là qu'il s'installe avec Mamah. Il débute là une seconde carrière.
Mais le 15 août 1914, dans un accès de folie à la suite de son licenciement, un employé de maison du nom de Julian Carlton, met le feu au domaine et assassine sept personnes à coups de hache, dont Mamah Cheney. Frank Lloyd Wright surmonte cette douloureuse épreuve et reconstruit le domaine qui sera de nouveau détruit par un incendie le 22 avril 1925. Le domaine, encore une fois reconstruit, a été reconnu comme site patrimonial en 1960.
Entre-temps, Wright épouse Miriam Noel en 1923, mariage de courte durée en raison de la dépendance de Noel à la morphine. Wright rencontre alors Olga (Olgivanna) Lazovich Hinzenburg avec qui il s'installe à Taliesin et qu'il épousera en 1928. Toute cette période est marquée par des déboires financiers et par la raréfaction des commandes. Il ne retrouvera véritablement son élan que durant les années trente.

### Taliesin Fellowship, une idée communautaire
Quand arrive la crise de 1929, Frank Lloyd Wright n'a plus de travail à Chicago. Comme beaucoup de ses confrères, il doit faire face à une période de récession. Il part alors pour Phoenix avec ce qui lui reste de son agence, pensant ouvrir à Taliesin West, une école d'architecture pour subvenir à ses besoins. Comme tous les Américains, Wright semble très marqué par la crise de 1929, qui reste encore aujourd'hui une date charnière dans l'histoire de ce pays.
Cette crise a été engendrée par l'artificialité de la spéculation boursière, mais c'est aussi une crise plus profonde de la terre et de la main-d'œuvre agricole. La crise de 1929 amène un repli identitaire de l'Amérique, auquel Wright n'échappe pas. Cette période marque un tournant dans son œuvre. En tant qu'architecte, il ressent le besoin de redéfinir sa place par rapport à la société et aux valeurs américaines. Comme beaucoup d’Américains de l'époque, il participe à cet idéal de vie nomade sur les routes et de voyages à travers les différents États. Dans cette période de remise en cause des idées sur l'architecture et sur la place même de l'architecte dans la société, Frank Lloyd Wright tente de formuler un nouveau rôle pour l'architecte. Il lui incombe désormais de restructurer l'ordre social américain.
En 1928, apparaît le terme « Usonie », qui désigne pour Frank Lloyd Wright l'idéal démocratique vers lequel doit tendre l'Amérique. Ce terme définit pour lui la construction de maisons individuelles abordables en grande série.
Taliesin Fellowship s'inscrivait dans cette optique d'esprit communautaire de Wright et de son enseignement. Le domaine incluait l'atelier de Wright, une ferme, des habitations, des appartements, des salles d'archives, des jardins et aménagements extérieurs, des salons de musique et de spectacle. Wright y accueillit plusieurs architectes dont Rudolf Schindler et Richard Neutra, mais aussi Nobuko Tsuchiura et son mari Kameki Tsuchiura. Cette école a donné naissance à plus de soixante-dix projets.

### Éclectisme de sa production

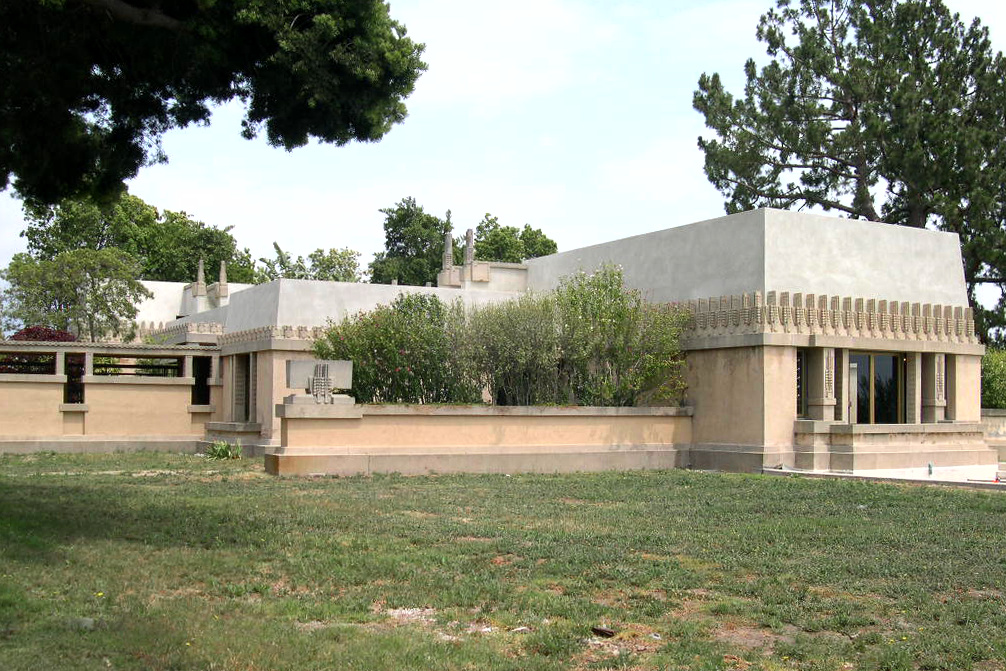
Hollyhock House, Los Angeles.

Après la tragédie de Taliesin, en 1914, Wright reçoit une commande pour l'Hôtel impérial à Tokyo qui lui procure l'occasion de séjours prolongés au Japon, pays à l'architecture singulière qui l'inspire grandement. Il rapporte également de là-bas plusieurs objets d’art, estampes, rouleaux, brocards de soie, dont il fera même le commerce. La réalisation de l'hôtel contribuera à un certain retour en faveur de Wright lorsque l'établissement résista au tremblement de terre de 1923, ce qui souligna les qualités de concepteur de l'architecte.
Durant les années vingt, Wright développe un concept de construction à base de blocs de béton ouvragé qui évoque l'ornementation des temples Maya. Ce procédé s'appelait textile block system ou construction en blocs tissés, ornés de motifs ou ajourés. Wright cherche ainsi à conférer ses lettres de noblesse à un matériau jugé ingrat. Au lieu de peindre le ciment, il préfère lui laisser sa couleur naturelle, créant ainsi une continuité visuelle entre l'intérieur et l'extérieur.
Il expérimente ce nouveau concept, en 1916, avec la commande d'Aline Barnsdall, une riche héritière installée en Californie. Wright rompt cependant avec un principe qui lui est cher – un édifice doit émaner du site sur lequel il est construit –, car le terrain n'est pas encore acheté. De fait, Wright doit remanier ses plans pour les adapter à la colline de vingt hectares près d'Hollywood choisie par sa cliente. La maison, construite un peu comme un temple, rappelle en effet l'architecture maya. Cependant, le résultat ne convainc ni l'architecte ni la cliente. Pour Wright, il s'agissait d'un projet de transition qui dégénéra en poursuites et qu'Aline Barnsdall n'habita que peu d’années avant de faire don de la maison Hollyhock à la ville en 1927.
En revanche, plusieurs maisons sont construites en Californie sur ce modèle, avec davantage de succès : la maison Millard (en) à (Pasadena), la maison Storer (en) à West Hollywood, la maison Samuel Freeman (en) à Hollywood (où la dialectique entre le dedans et le dehors, chère à Frank Lloyd Wright, est particulièrement réussie) et la maison Ennis à Los Angeles.
Frank Lloyd Wright développe son style, s'inspirant de formes géométriques, comme le cercle, le carré, le triangle, le rectangle ou l'hexagone. Il varie l'utilisation des matériaux, de préférence d'origine locale, les méthodes de construction, les couleurs et les textures. Il affirme son souci de concevoir ses maisons en fonction du site où elles sont construites. Il joue avec les éléments naturels du paysage, l'eau, les rochers, les arbres, la végétation, les reliefs, allant souvent jusqu'à incorporer l'aménagement paysager dans les plans qu'il remet à ses clients. « En faisant de la nature le thème sous-jacent de toute sa création, il se distinguait des chefs de file de l'architecture moderne qui s'efforçaient d'élaborer une architecture représentative de l'ère de l'industrie et de la machine. »

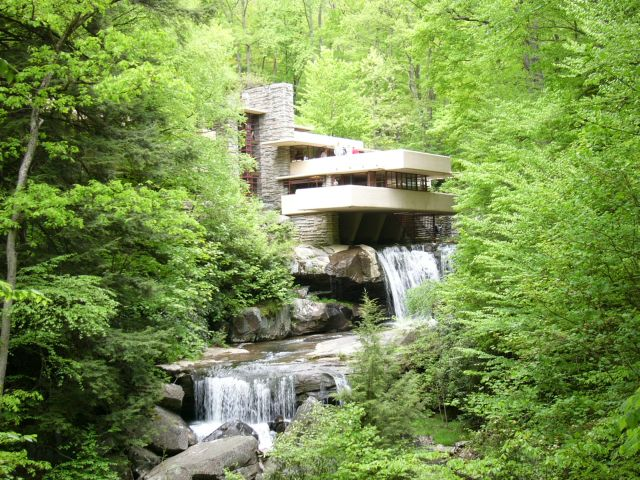
Fallingwater house (ou Maison sur la cascade), Pennsylvanie (1936).

L'exemple le plus notoire de cette approche est celui de la Maison sur la cascade (Fallingwater house) qu'il conçoit en 1935 à l'âge de soixante-huit ans. Construite directement sur le rocher où Edgar Kaufmann, propriétaire, aimait pique-niquer, la maison offre une superposition de balcons en porte-à-faux surplombant la rivière attenante. Les angles sont arrondis pour mieux refléter les formes naturelles environnantes. Un escalier mène à une petite plateforme directement au-dessus de la rivière. Cet authentique chef-d'œuvre attire l'attention, lui valant à nouveau l'intérêt des milieux de l'architecture et relançant sa carrière d'architecte. Ses années les plus fructueuses s'annoncent pour lui.
Nombreux sont ceux qui ont considéré la Fallingwater house comme l'un des exemples les plus représentatifs de l'architecture organique où l'homme et la nature sont étroitement liés. Dans cette œuvre architecturale, Frank Lloyd Wright a été précurseur en utilisant le liège comme revêtement décoratif et technique pour le sol et le mur. Dans les pièces d'eau de la chambre du propriétaire, comme dans celles des invités, le liège parcourt le sol et les murs et donne à l'ensemble une impression à la fois feutrée et terreuse. Il se fournissait auprès de la société Robinson, au Portugal, désormais disparue. Le savoir-faire a été repris par la société française Cork design, dont l’une des gammes porte son nom en son honneur.
En 1934, il commence une série de maisons dites « usoniennes » (« Usonian Homes »). Ce sont, comme la Malcolm Willey house, de petites maisons économiques se caractérisant pour la plupart par un motif en L, une dalle de béton sans fondation, intégrant un système de chauffage radiant (une innovation de Frank Lloyd Wright), par des toits plats sans combles et par de nouveaux procédés de construction des murs. Au lieu d'un garage, un simple abri pour les voitures, afin de réduire les coûts. Les maisons usoniennes étaient destinées à la classe moyenne et conçues de manière pratique avec de petites cuisines, de petites chambres, un salon ouvert autour du foyer et du mobilier intégré. Jusqu'en 1937, il construit un peu moins d'une soixantaine de ces maisons, adoptant au fur et à mesure des techniques diversifiées.
La Seconde Guerre mondiale entraîne un ralentissement des activités de Frank Lloyd Wright, qui reprennent rapidement à la fin des hostilités. À plus de quatre-vingts ans, l'architecte se retrouve à la tête d'une importante agence avec plus de cinquante collaborateurs afin de répondre à la demande. Wright maintient la discipline avec fermeté et se réserve les projets de prestige, tout en demeurant attaché à la conception de maisons. Il accueille chaque client avec déférence, bien que la conduite du projet conduise quelquefois à des désaccords et à des brouilles, Frank Lloyd Wright ayant tendance à vouloir imposer ses idées.
Il sera également appelé à travailler sur des projets de plus grande envergure, comme la Price Tower, gratte-ciel de dix-neuf étages construit à Bartlesville (Oklahoma) en 1956 ou encore sur un projet d'opéra pour la capitale de l'Irak, Bagdad, en 1957. La réalisation la plus connue de Frank Lloyd Wright demeure toutefois le musée Guggenheim à New York et inauguré en 1959. Sa conception unique s'articule autour d'un immense puits de lumière sur toute la hauteur de l'immeuble et d'une rampe en colimaçon. Le visiteur accède au dernier étage en ascenseur et emprunte ensuite la rampe en pente douce continue pour visiter les expositions jusqu'au rez-de-chaussée.
Le Kalita Humphreys Theater à Dallas (Texas) est le dernier projet de Wright, avant sa mort en 1959, à Phoenix en Arizona, des suites d'une complication chirurgicale. Il était âgé de 91 ans.

## Postérité
Wright a aussi rédigé plusieurs ouvrages sur l'architecture. Son œuvre a profondément marqué le développement de l'architecture contemporaine, aux États-Unis et en Europe. Il a influencé un grand nombre d'architectes, dont plusieurs ont étudié avec lui, et par la même occasion divers courants artistiques, dont l'expressionnisme.
Il fut l'un des premiers architectes à intégrer l'aménagement intérieur dans ses réalisations : mobilier, tapis, fenêtres, vitraux, portes, tables, chaises, dispositifs d’éclairage et éléments décoratifs. Tous ces éléments sur mesure faisaient partie intégrante de la conception qu'il présentait à son client.
À cela s'ajoute son exploration autant des formes (ellipses, rectangles imbriqués, cercles, octogones, hémicycles pour mieux laisser entrer la lumière du soleil, etc.) que des matériaux (acier, brique, bois, verre et ciment, dont un ciment rouge indien qu'il affectionnait pour les revêtements de sol). Wright marie ces éléments avec imagination, toujours dans le souci de proposer des espaces lumineux et chaleureux, en influençant le style de vie de ses occupants de la manière la plus heureuse qui soit. Wright s'accordait ainsi à l'air du temps, qui voyait la disparition progressive des domestiques et le besoin d'organiser plus efficacement la vie familiale, avec des aires ouvertes pour faciliter le soin aux enfants et l'accueil des invités.
Le plus grand mérite de Wright se résume sans doute dans le fait que les espaces de vie qu'il concevait s'adressaient à tous les types de clients, qu'ils soient fortunés ou non, et qu'ils modifiaient leur relation à l'habitat. « Ses clients observaient que leur résidence avait changé et simplifié leur vie, les avait sensibilisés au paysage et au monde naturels qui les entourait. »
Au total, Wright a dessiné près de 800 projets, dont environ la moitié a été réalisée. Plusieurs archives de Frank Lloyd Wright sont conservées à l'Art Institute of Chicago. Une fondation à son nom existe également ; elle est installée à Taliesin West.
Il fait partie des personnalités dont John Dos Passos a écrit une courte biographie, au sein de sa trilogie U.S.A..

## Quelques réalisations notables

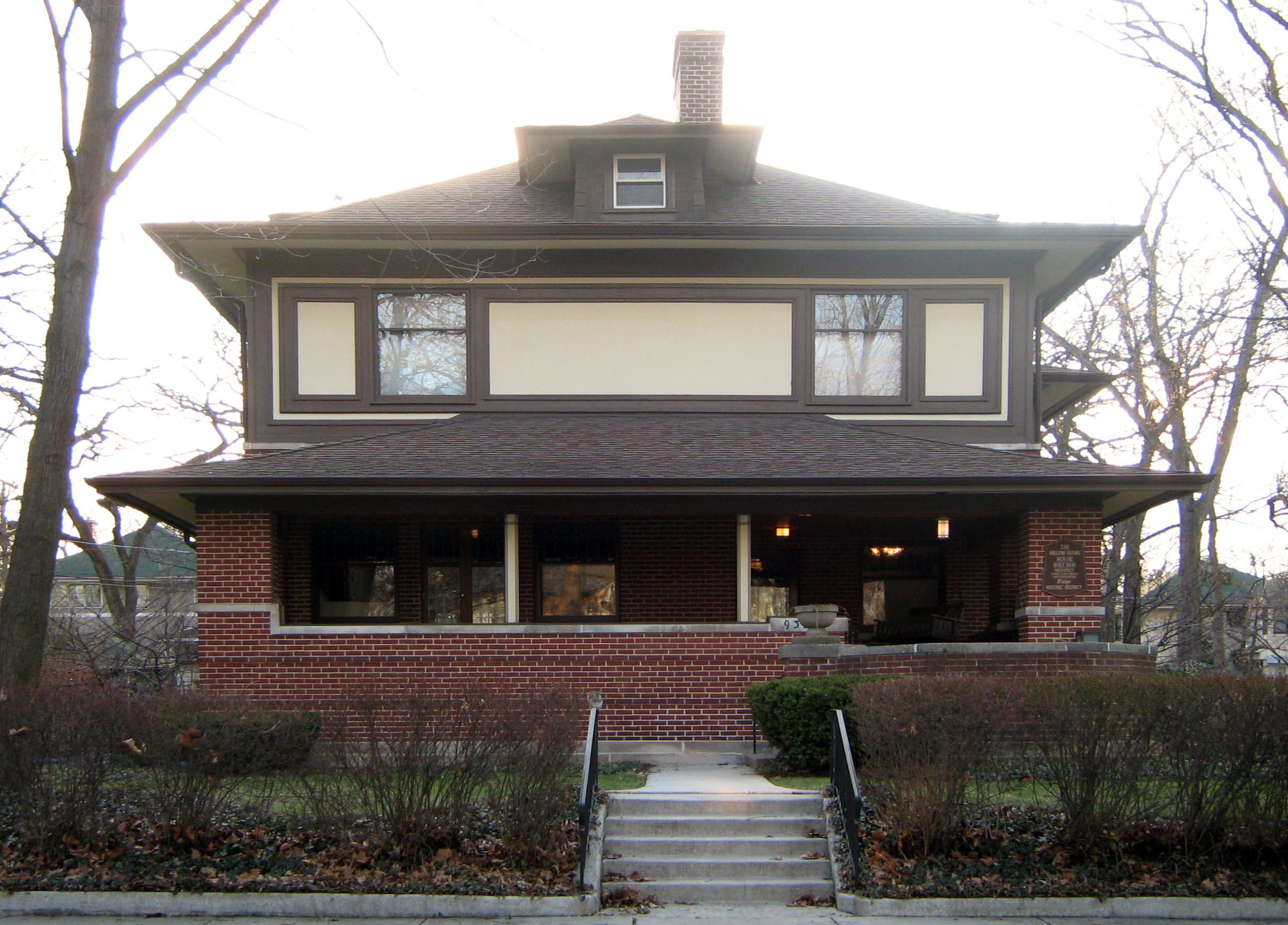
William and Jessie M. Adams House, Chicago (1901).

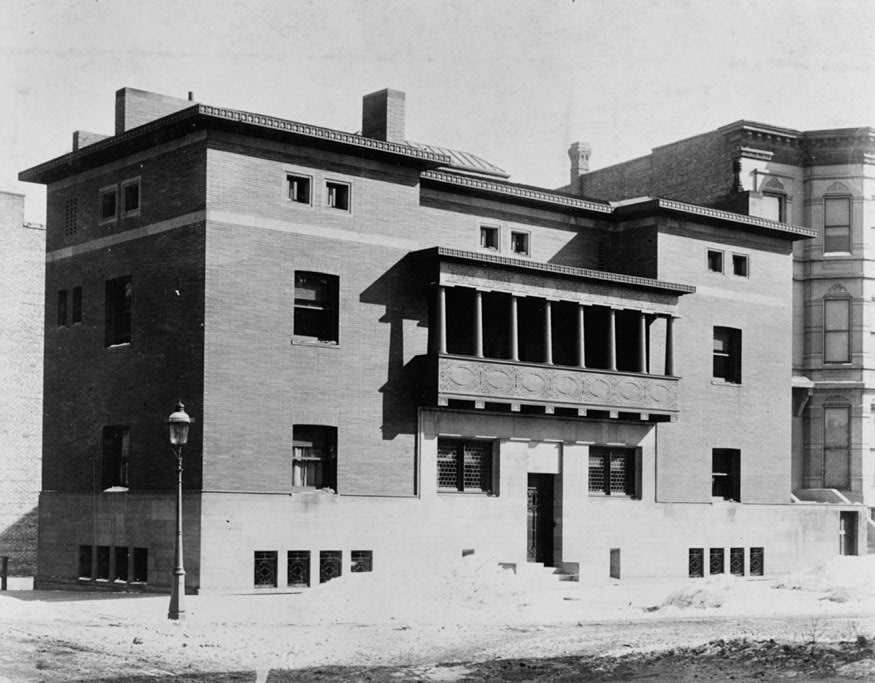
James Charnley House, Chicago (1892).

- Maison et studio Frank Lloyd Wright, Oak Park, Illinois, maison de 1889
- James Charnley House, Chicago (1892)
- Maison de William H. Winslow, River Forest, Illinois (1893)
- William and Jessie M. Adams House, Chicago (1901)
- Maison Willits, maison d'Highland Park dans l'Illinois, terminée en 1902 pour Ward W. Willitts
- Maison William G. Fricke, terminée en 1902.
- Maison Darwin D. Martin, Buffalo, New York (1904)
- Larkin Building, Buffalo (1904)
- Église Unitarienne de Oak Park, dans l'Illinois (1904-1906), en béton banché
- Robie House, Chicago (1906-1909)
- Maison Coonley, Riverside, Illinois (1908)
- Hôtel impérial, Tokyo, Japon (1921)
- Miniatura de Pasadena (1923)
- Fallingwater house (ou Maison sur la cascade) (1936)
- Immeuble de la Johnson Wax (1939)
- Campus de Lakeland (1940-50)
- Synagogue Beth Sholom (1954-1959)
- Musée Guggenheim de New York (1956-1959)
- Église orthodoxe grecque de l'Annonciation de Wauwatosa dans le Wisconsin (1961)
- Centre municipal du comté de Marin

Autres réalisations importantes :
- Ennis House (1924)
- Millard house
- Bamsdall house
- Martin house
- Coonley houseSeacliff House - Restitution 3D du projet de Frank Lloyd Wright.

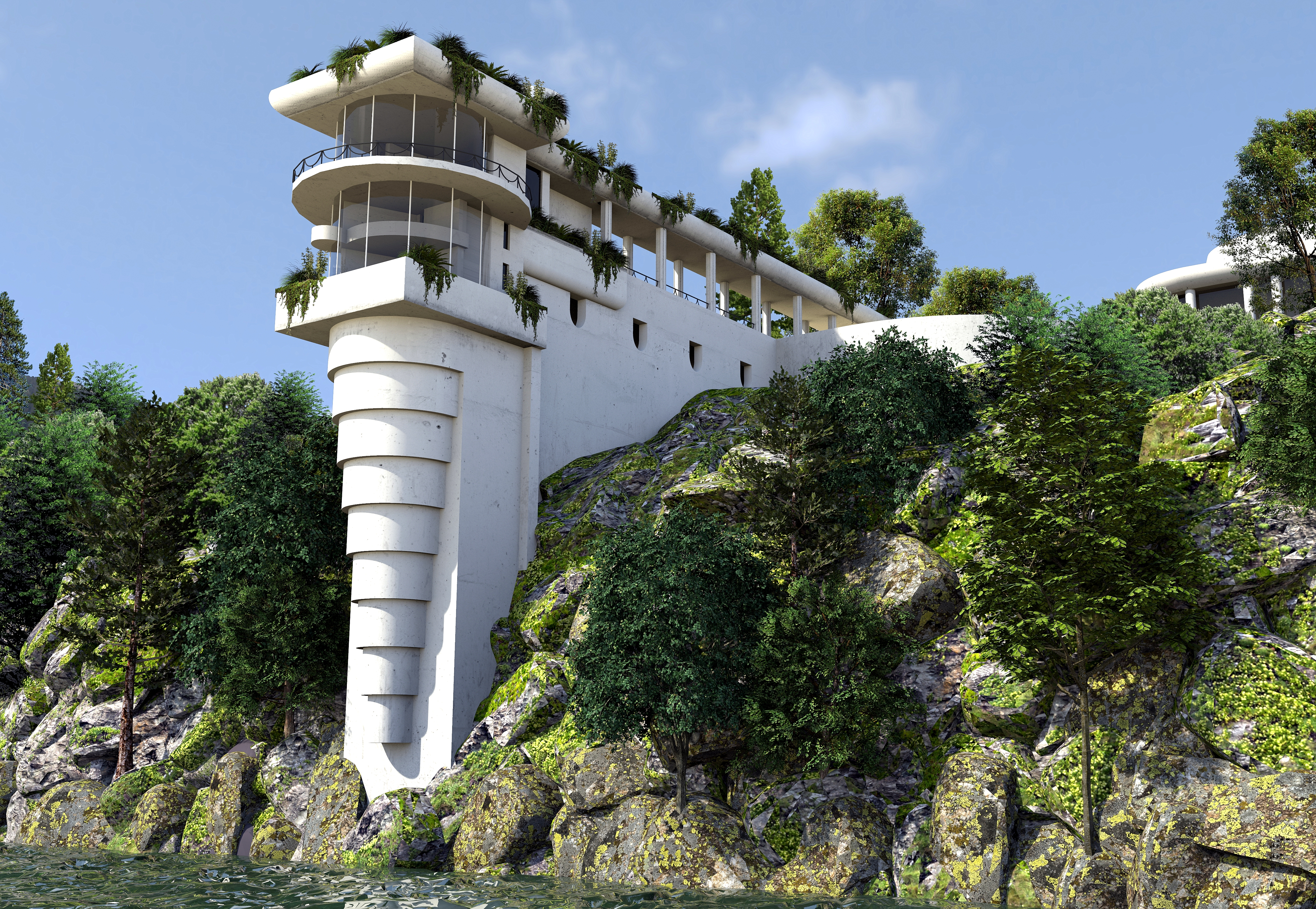
Seacliff House - Restitution 3D du projet de Frank Lloyd Wright.

- Gordon House, Wilsonville (Oregon) (1939) Gordon House (Oregon)
- Maison d'hôte Yodokō, préfecture de Hyōgo au Japon

Projets importants :
- Broadacre City (Utopie suburbaine)
- The Illinois
- Projet d'opéra à Bagdad (1957)

## Publications
- Frank Lloyd Wright (trad. Jules Castier), Mon Autobiographie [« An Autobiography »], Paris, Plon, coll. « ars et historia », 1955, 295 p. (OCLC 422187847, BNF 31915495, lire en ligne) (2e édition revue, 1998).

- Frank Lloyd Wright, An Organic Architecture: The Architecture of Democracy, MIT Press, Cambridge 1970  (ISBN 0-2622-3044-5)
- Frank Lloyd Wright, Frank Lloyd Wright - Dessins 1887-1959 : Paris, École spéciale d'architecture, 8 juin-9 juillet 1977, catalogue de l'exposition, édité par Alberto Izzo et Camillo Gubitosi, Centro Di, Florence, 1977
- Frank Lloyd Wright : Frank Lloyd Wright le printemps de la Prairie House, édition par Jean Castex, Mardaga, Liège, 1985
- Frank Lloyd Wright, Frank Lloyd Wright, preliminary studies 1889-1916, édition par Yukio Futagawa et textes de Bruce Brooks Pfeiffer, A.D.A. Edita Tokyo, 1986.
- Frank Lloyd Wright, Frank Lloyd Wright, preliminary studies 1933-1959, édition par Yukio Futagawa et textes de Bruce Brooks Pfeiffer, A.D.A. Edita Tokyo, 1987.
- Frank Lloyd Wright (trad. de l'anglais par Jules Castier, préf. Philippe Panerai), Autobiographie [« An Autobiography »], Paris, éditions de la Passion, coll. « Librairie de l'architecture et de la ville », 1998, 397 p. (ISBN 2-906229-33-4 et 978-2-906229-33-4, OCLC 41279433, BNF 37003059)
- Frank Lloyd Wright, Frank Lloyd Wright : Unity temple, Barnsdall (Hollyhock) House, Johnson Wax Administration Building and Research Tower, Phaidon, Londres, 1999.
- Frank Lloyd Wright (trad. de l'anglais par Georges Loudière et Mathilde Bellaigue, préf. Patrice Goulet), L'Avenir de l'architecture [« The Future of Architecture »], Paris, éditions du Linteau, 2003, 363 p., 21 cm (ISBN 2-910342-17-4 et 978-2-910342-17-3, OCLC 61385486, BNF 39090092, présentation en ligne)
- Frank Lloyd Wright (trad. Claude Massu), Testament [« A testament »], Marseille, Parenthèses, 2005 (1re éd. 1957 en anglais), 220 p. (EAN 9782863646298)
- Frank Lloyd Wright, L'Estampe japonaise : une interprétation, [« The Japanese Print : an Interpretation »], trad. de Laurent Bury, Paris, Éditions Klincksieck, coll. « L'esprit et les formes », 2012, 144 p.  (ISBN 978-2-252-03866-6).
- Frank Lloyd Wright et Lewis Mumford (trad. de l'anglais par Lucien d'Azay, préf. Bruce Brooks Pfeiffer et Robert Wojtowicz), Trente ans de correspondance, 1926-1959 [« Frank Lloyd Wright & Lewis Mumford : thirty years of correspondence »], Paris, Editions Klincksieck, 2017, 341 p. (ISBN 978-2-252-04040-9)

## Dans les arts
- Les Femmes, par T. C. Boyle, Biographie romancée de Frank Lloyd Wright, 2009, Grasset.
- Une maison de Frank L. Wright, par Cosey, bande dessinée, Dupuis, coll. « Aire Libre », 2003.
- Chanson So Long, Frank Lloyd Wright, Simon et Garfunkel, sur l'album Bridge over Troubled Water, CBS, 1970.

#### Bases de données et dictionnaires
- Ressources relatives aux beaux-arts :   - Académie des arts de Berlin
  - Art Institute of Chicago
  - Artists of the World Online
  - British Museum
  - Cooper–Hewitt, Smithsonian Design Museum
  - Kunstindeks Danmark
  - Musée d'art Nelson-Atkins
  - Musée d'Orsay
  - Musée national du Victoria
  - Museum of Modern Art
  - MutualArt
  - National Gallery of Art
  - RKDartists
  - Union List of Artist Names
- Ressources relatives à la musique :   - Discography of American Historical Recordings
  - Discogs
  - MusicBrainz
- Ressource relative à plusieurs domaines :   - Radio France
- Ressource relative à la bande dessinée :   - Comic Vine
- Ressource relative à l'audiovisuel :   - IMDb
- Notices dans des dictionnaires ou encyclopédies généralistes :   - American National Biography
  - Britannica
  - Brockhaus
  - Den Store Danske Encyklopædi
  - Deutsche Biographie
  - Dictionary of Wisconsin History
  - Enciclopedia italiana
  - Encyclopedia of the Great Plains
  - Gran Enciclopèdia Catalana
  - Internetowa encyklopedia PWN
  - Larousse
  - Nationalencyklopedin
  - Munzinger
  - Store norske leksikon
  - Treccani
  - Universalis
  - Visuotinė lietuvių enciklopedija
- Notices d'autorité :   - VIAF
  - ISNI
  - BnF (données)
  - IdRef
  - LCCN
  - GND
  - Italie
  - Japon
  - CiNii
  - Espagne
  - Belgique
  - Pays-Bas
  - Pologne
  - Israël
  - NUKAT
  - Catalogne
  - Suède
  - Vatican
  - WorldCat